# Tristan Savin
 (juin 2021).
Si vous disposez d'ouvrages ou d'articles de référence ou si vous connaissez des sites web de qualité traitant du thème abordé ici, merci de compléter l'article en donnant les références utiles à sa vérifiabilité et en les liant à la section « Notes et références ».
Pour les articles homonymes, voir Savin (homonymie).
Tristan Savin, né le 10 octobre 1965, est un journaliste et écrivain français.

## Biographie
Tristan Savin est chroniqueur littéraire au magazine Lire depuis 2004 et signe, chaque mois, L'Esprit des lieux. Il collabore aussi à Géo, L'Express, Styles et lexpress.fr.
On lui doit des reportages littéraires (Les écrivains de Nouvelle-Zélande, l'Éthiopie sur les traces d'Hugo Pratt, l'édition japonaise), des enquêtes (Françoise Sagan, JMG Le Clézio, Jean d'Ormesson), des portraits fleuves (Boris Vian, Albert Camus, Frédéric Dard, Hemingway, Victor Hugo), de grands entretiens (Francis Lacassin, Henning Mankell) et de nombreux « univers d'un écrivain » (Michel Déon, Mario Vargas Llosa, Jean-Claude Carrière, Frédéric Vitoux, Pierre Pelot, Jean-Marie Laclavetine, etc.).
En tant que critique littéraire, il a contribué à révéler des écrivains comme Alaa El Aswany (L'immeuble Yacoubian), Atiq Rahimi (Syngué Sabour, prix Goncourt) et David Fauquemberg (Nullarbor, prix  Nicolas Bouvier). Avant tout spécialiste de l'histoire littéraire, il se distingue en obtenant, en exclusivité, la première interview du fils de Boris Vian.
Plusieurs fois nommé au Prix Hennessy de la critique littéraire, il fut finaliste en 2009.
Il a été par ailleurs responsable de la rédaction en chef des hors-série du magazine Lire : Tintin, Goscinny, Proust, Saint-Exupéry, Agatha Christie, etc.
Il fut aussi critique pour Asia magazine et reporter pour Saisons d'Alsace. Il collabore également à Playboy, Jeune Afrique et A/R magazine.
En tant qu'auteur, Tristan Savin a publié une nouvelle dans la revue Le Journal des lointains (Buchet Chastel), et présenté deux anthologies parues au Mercure de France : Le Goût de l'Abyssinie (2009) et Le Goût de Tahiti (2012).
Il est aussi l'auteur de dictionnaires aux éditions L'Express : Nyctalope ? Ta mère (2011, préfacé par Alain Rey et réédité au Seuil, dans la collection de Philippe Delerm Le Goût des mots) et Constitutionnel ? Ta sœur... (2012), préfacé par Christophe Barbier.
En 2011, il animait une chronique consacrée aux mots savants, sur France Info.
Il a été rédacteur en chef puis directeur de la revue Long Cours, dans laquelle il a publié des textes inédits de Blaise Cendrars, Jean-Christophe Rufin, Sylvain Tesson, Luis Sepúlveda, Mark Twain, Douglas Kennedy, Alaa El Aswany, Erri De Luca, etc.
Également traducteur, il a traduit de l'anglais Survivre au cœur de la nature sauvage de Miriam Lancewood, Le Piège d'or et La Femme de l'Alaska de James Oliver Curwood.

## Ouvrages collectifs
- Dictionnaire de littérature à l’usage des snobs, sous la direction de Fabrice Gaignault (Scali, 2007)
- Goscinny : faire rire, quel métier !, sous la direction d’Aymar du Chatenet (Découvertes Gallimard, 2009)
- D’un Céline l’autre, sous la direction de David Alliot (Bouquins/Robert Laffont, 2011)
- L’Aventure pour quoi faire ? avec Olivier Archambeau, Gérard Chaliand, Bruno Corty, Patrice Franceschi, Olivier Frébourg, Jean-Claude Guillebaud, Martin Hirsch, Laurent Joffrin, Jean-Christophe Rufin, Sylvain Tesson (Points Seuil, 2012)
- Le Rire de Tintin (Beaux Arts/Casterman, 2014)
- Franquin, le géant du rire (Lire/Dupuis, 2015)
- Tintin, les arts et les civilisations vus par le héros d'Hergé (Géo Hors-Série, 2015)
- L'Invention du voyage, avec Sylvain Tesson, Christian Bobin, Isabelle Autissier, Alexis Jenni, Paolo Rumiz, Gilles Lapouge (Le Passeur, 2016)
- Urbex monde, avec Pierre Sorgue, photographies de Jonk (Arthaud, 2022)